# Санаторное
Санато́рное (ранее Мелла́с; укр. Санаторне, крымскотат. Melas, Мелас) — посёлок городского типа на южном берегу Крыма. Входит в городской округ Ялта Республики Крым (согласно административно-территориальному делению Украины — Ялтинский горсовет Автономной Республики Крым, в составе Форосского поссовета).

## Население
| 1979 | 1989 | 2001 | 2009 | 2010 | 2011 |
| ---- | ---- | ---- | ---- | ---- | ---- |
| 695  | ↗700 | ↘537 | ↘501 | ↘498 | ↘494 |
| 2012 | 2013 | 2014 | 2016 |      |      |
| ↗496 | ↘490 | ↘232 | ↘229 |      |      |

Всеукраинская перепись 2001 года показала следующее распределение по носителям языка
| Язык       | Процент |
| ---------- | ------- |
| русский    | 87,57   |
| украинский | 10,36   |
| другие     | 0,57    |

## География
Расположен на берегу Чёрного моря Южного берега Крыма, в 42 км на юго-запад от Ялты и в 100 км к от Симферополя; сообщение автобусное, в 6 км восточнее Фороса. Высота центра селения над уровнем моря — 79 м.

## История
Основателем Мелласа считается граф Лев Алексеевич Перовский, владевший местностью в первой половине XIX века и построивший там в 1834 году дворец с парком в 25 гектаров по проекту архитектора Филиппа Фёдоровича Эльсона. Имению владелец дал имя Мелас. После его смерти имение по завещанию перешло поэту А. К. Толстому. Толстой владел Меласом до 1875 года, а в 1856 и сам проживал там. По другой версии первым владельцем был князь Голицын, затем Перовский, после него Алексей Толстой и сенатор Маркус, у которого и купила имение А. И. Кузнецова. В 1911 году, последней владелицей имения Е. Г. Кузнецовой был возведён второй дом имения (с использованием элементов арабской архитектуры). На верстовой карте 1889—1890 года на месте Санаторного обозначена усадьба Ай-Юри (имение Трапезникова, примыкающее к Меласу) В Статистическом справочнике Таврической губернии. Ч.II-я. Статистический очерк, выпуск восьмой Ялтинский уезд, 1915 год в Байдарской волости Ялтинского уезда значится имение «Меллассы» Е. Г. Кузнецовой без населения.

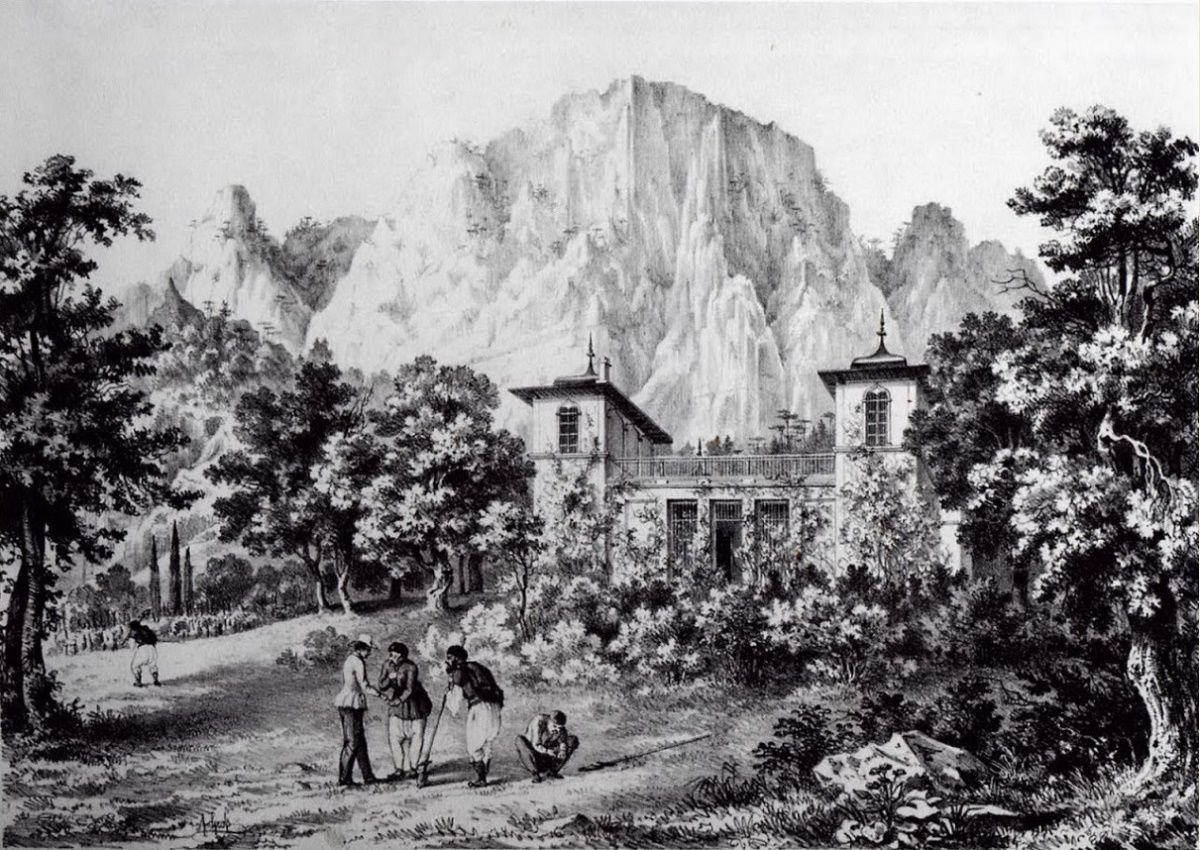
Мелас. Ф. И. Гросс, Из альбома «Коллекция живописных видов Крыма», Одесса, 1846.

Время образования посёлка пока точно не установлено. Известно, что в 1935 году в усадьбе Мелас находился дом отдыха Московского комитета ВКП(б). В 1960 году посёлок уже существовал. В 1971 году Санаторному придан статус посёлка городского типа, видимо, в тот же год к нему был присоединён посёлок Южное (согласно справочнику «Крымская область. Административно-территориальное деление на 1 января 1977 года» — в период с 1968 по 1977
год). По данным переписи 1989 года в селе проживало 700 человек. С 12 февраля 1991 года селение в составе восстановленной Крымской АССР, 26 февраля 1992 года переименованной в Автономную Республику Крым. С 21 марта 2014 года — в составе Республики Крым, с 5 июня 2014 года — в Городском округе Ялта.

## Современное состояние
В 2020 году в Санаторном числились 4 улицы. В 2009 году, по данным поссовета, посёлок занимал площадь 197 гектара, и в нем проживало 490 человек. На территории пгт расположено два санатория, в том числе ведомственный санаторий общетерапевтического профиля на 300 мест. Наряду с новыми корпусами санаториев есть и здания в «романтическом» стиле XIX в., детский оздоровительный лагерь имени Владимира Комарова, предприятия торговли, общественного питания, бытового обслуживания, детский комбинат, памятник архитектуры — Дворец Меллас (сейчас один из корпусов санатория Меллас), памятник садово-паркового искусства (Меласский парк), гора Дракон (Ай-Юрий) с тоннелем (природный памятник естественного происхождения).

## Транспорт
Транспортное сообщение осуществляется по региональной автодороге 35Н-629 от Южнобережного шоссе (по украинской классификации — С-0-11811).